# Wafaa Sleiman
Wafaa Sleiman, née le 20 juin 1952 à Amchit, est une personnalité féminine libanaise, première dame du Liban de 2008 à 2014 en tant qu'épouse du président de la République libanaise Michel Sleiman avec qui elle s'est mariée en 1973.

## Études
Wafaa Sleiman obtient une licence d’enseignement en sciences de l’éducation du Collège de la formation des enseignants en 1970 suivie d’un diplôme en philosophie de l'université libanaise en 1973. Entre 1989 et 1998, elle occupe un poste de hautes responsabilités au ministère de l’Éducation.
De 2008 à 2014, Wafaa Sleiman est la Première dame du Liban en tant qu'épouse du président de la République libanaise.
Elle appuie les mouvements féminins demandant la reconnaissance de plus de droits.